# Младен Станковић
Младен Станковић (1967) књижевни је преводилац, писац и издавач.
Његова библиографија обухвата око 150 књига преведених са пет језика и објављених код двадесетак српских и неколико иностраних издавача, при чему највећи део чине дела отаца цркве, византијских писаца и историјски извори. Аутор је, између осталог, књига „Цароставник“ и „Последња византијска царица“, обе са више издања.

Након завршене Карловачке гимназије, смер Класични филолог, студирао је права, богословље и филозофију у Београду и Новом Саду. Дипломирао на Правном факултету 1994. године. Обављао је посао уредника у Мисионарском и духовном центру манастира Хиландара, у Издавачкој установи „Образ“, и у Центру за православне предањске студије. Књижевним превођењем са старогрчког, латинског, старословенског, руског и енглеског језика бави се од 1995. године.
Од 2001. године члан је Удружења књижевних преводилаца Србије (Француска 7, Београд). Председник је Књижевног друштва „Котва“.